# Куренной, Андрей Викторович
Андрей Викторович Куренной (12 мая 1972 года, Краснодар — 28 декабря 2007 года, Дагомыс) — российский легкоатлет, специализирующийся в тройном прыжке. Чемпион Универсиады 1995 года. Чемпион России 1997 года. Мастер спорта России международного класса.

## Биография
Тренировался под руководством Евгения Владимировича Мартианова, выступал за ФСО «Динамо».
Дебютировал на международной арене в 1995 году, став победителем в тройном прыжке на Универсиаде в Фукуоке. Успешно выступал на отдельных этапах Кубка IAAF. Финалист кубков Европы 1998 и 2001 годов.
Окончил Кубанский государственный университет физической культуры, спорта и туризма.
После завершения спортивной карьеры работал тренером футбольной команды «Лотос-Лэнд», заместителем директора Краснодарского государственного училища Олимпийского резерва по спортивной работе и начальником управления физической культуры и спорта администрации города Сочи.
Погиб 28 декабря 2007 года в Дагомысе.

## Основные результаты

### Международные
| Год  | Соревнования   | Место проведения | Место  | Результат |
| ---- | -------------- | ---------------- | ------ | --------- |
| 1995 | Универсиада    | Фукуока, Япония  | 1      | 17,30 м   |
| 1997 | Чемпионат мира | Афины, Греция    | 19 (q) | 16,59 м   |
| 1997 | Универсиада    | Сицилия, Италия  | 4      | 17,07 м   |

### Национальные
| Год  | Соревнования                 | Место проведения | Место | Результат |
| ---- | ---------------------------- | ---------------- | ----- | --------- |
| 1995 | Чемпионат России             | Москва           | 2     | 16,72 м   |
| 1997 | Чемпионат России             | Тула             | 1     | 17,44 м   |
| 1998 | Чемпионат России в помещении | Москва           | 2     | 16,86 м   |
| 1999 | Чемпионат России в помещении | Москва           | 3     | 16,85 м   |
| 2001 | Чемпионат России в помещении | Москва           | 2     | 16,75 м   |
| 2002 | Чемпионат России в помещении | Волгоград        | 3     | 16,75 м   |